# Джак Енгелхард
Джак Енгелхард (на английски: Jack Engelhard) е американски журналист, драматург и писател на произведения в жанра съвременен роман и трилър.

## Биография и творчество
Джак Енгелхард е роден на 20 юли 1940 г. в Тулуза, Франция. Семейството му бяга от нацистката инвазия във Франция през Втората световна война, най-напред в Канада и по-късно в САЩ. През 1961 г. става американски гражданин. Служи като американски доброволец в Израел и има кафяв колан за израелското бойно изкуство крав мага.
В средата на 60-те става репортер за Suburban в Чери Хил, а след това редактор на Suburban в Уилингборо, Ню Джърси. В началото на 70-те работи като репортер и анализатор към „Бърлингтън Таймс“ в Уилингборо. След това е сатиричен колумнист и спортен репортер към „Филаделфия Инкуайър“ във Филаделфия. В началото на 80-те е редактор, отговарящ за новините, към „Уестингхаус Броудхастинг“ на KYWRadio във Филаделфия.
Първият му роман „Неприлично предложение“ е публикуван през 1989 г. Бедните съпрузи Джошуа и Джоан опитват късмета си в казино в Атлантик Сити. Петролният милиардер Дейвид Мърфи предлага на съпруга един милион долара за една нощ с много красивата Джоан и семейството е изправено пред опасно изкушение и тежка морална дилема. Романът става един от най-обсъжданите и международен бестселър преведен на 22 езика по света. През 1993 г. е екранизиран във филма „Неприлично предложение“ с участието на Робърт Редфорд, Деми Мур и Уди Харелсън.
След успеха на романа той напуска работата си и се посвещава на писателската си кариера.
Произведенията му са аплодирани за тяхната „морална интензивност“.
Джак Енгелхард живее със семейството си във Филаделфия.

## Произведения

### Самостоятелни романи
- Indecent Proposal (1989)
Неприлично предложение, изд.: ИК „Бард“, София (2015), прев. Юлия Чернева
- Deadly Deception (1997)
- The Bathsheba Deadline (2007)
- Slot Attendant (2009)
- The Prince of Dice (2012)
- Compulsive (2013)
- News Anchor Sweetheart (2016)

### Разкази
- The Girls of Cincinnati (2009)

Документалистика
The Days of the Bitter End (1998)
Escape from Mount Moriah (2000) – мемоари
The Horsemen: Inside Thoroughbred Racing As Never Told Before (2017)

### Екранизации
- 1993 Неприлично предложение, Indecent Proposal
- 2007 Indecent Proposal – късометражен
- 2010 My Father, Joe – късометражен